# Nitrate de plomb(II)
Le nitrate de plomb(II) est un sel inorganique de plomb et d'acide nitrique. C'est un cristal incolore ou une poudre blanche, et un oxydant stable et fort. Contrairement à d'autres sels de plomb(II), il est soluble dans l'eau. Son usage principal (depuis le Moyen Âge) sous le nom de plumb dulcis a été comme matière première de nombreux pigments. Depuis le XXe siècle, il est utilisé comme inhibiteur thermique pour le nylon et les polyesters, et comme couche de surface pour les papiers photothermographiques. La production commerciale ne commença pas en Europe avant le XIXe siècle, et avant 1943 aux É.-U., avec un procédé de production typique utilisant du plomb métallique ou de l'oxyde de plomb dans de l'acide nitrique. Le nitrate de plomb(II) est toxique et probablement cancérogène. Il doit donc être manipulé et stocké avec les conditions requises de sécurité.

## Histoire
Dès le Moyen Âge, le nitrate de plomb(II) est produit sur une petite échelle comme matériau de base pour la production de pigments colorés, comme le jaune de chrome (chromate de plomb(II)) ou l'orange de chrome (hydroxydochromate de plomb(II)), ou autres composés de plomb similaires. Dès le XVe siècle, l'alchimiste allemand Andreas Libavius synthétisa ce composé, inventant les noms médiévaux de plumb dulcis et calx plumb dulcis. Bien que le procédé de production est chimiquement direct, la production était minimale jusqu'au XIXe siècle, et aucune production non-européenne n'est connue,.

## Chimie
Lorsque le nitrate de plomb (là où le plomb est au nombre d'oxydation : +II) est chauffé, il se décompose en oxyde de plomb(II), accompagné d'un bruit de craquement (appelé parfois décrépitation), selon la réaction suivante :
2 Pb(NO3)2  →  2 PbO(s)  +  4 NO2(g)  +  O2(g)
Cette propriété conduit le nitrate de plomb à être parfois utilisé en pyrotechnie (et plus particulièrement dans les feux d'artifice).

### Chimie en solution aqueuse
Le nitrate de plomb (II) se dissout dans l'eau pour donner une solution claire et incolore. Cette solution réagit avec les iodures solubles comme l'iodure de potassium (KI) en produisant un précipité d'iodure de plomb(II) de couleur jaune-orange claire.
Pb(NO3)2(aq) +  2 KI(aq) → PbI2(s) +  2 KNO3(aq)
Cette réaction est souvent utilisée pour démontrer la réaction chimique de précipitation, en raison du changement de couleur observé.
Le nitrate de plomb(II), avec l'acétate de plomb(II), est le seul sel de plomb commun bien soluble dans l'eau à température ambiante. Les autres sels de plomb y sont peu voire pas solubles, y compris son chlorure PbCl2 et son sulfate PbSO4 ce qui est inhabituel, les chlorures et les sulfates de nombreux cations métalliques étant généralement solubles. La bonne solubilité du nitrate de plomb en fait donc un composé de base pour préparer des dérivés de ce cation métallique par double décomposition.
Quand une solution molaire d'hydroxyde de sodium est ajoutée à une solution décimolaire de nitrate de plomb, l'hydroxyde de plomb Pb(OH)2 n'est pas le seul composé à se former. Des nitrates basiques sont formés, même une fois dépassé le point d'équivalence. Jusqu'à la demi-équivalence, Pb(NO3)2·Pb(OH)2 prédomine, puis, au-delà, Pb(NO3)2·5Pb(OH)2 est formé. De manière étonnante, l'hydroxyde Pb(OH)2 attendu ne se forme pas avant pH 12.

### Structure cristalline

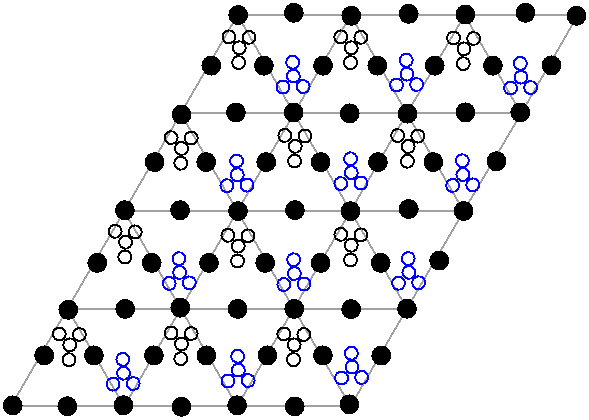
Plan cristallin.

La structure cristalline du nitrate de plomb(II) solide a été déterminée par diffraction de neutrons. Le composé cristallise dans un système cubique avec les atomes de plomb dans un sous-système cubique à faces centrées, le paramètre de maille étant de 784 picomètres (soit 7,84 angströms). Son groupe d'espace est le {\displaystyle P_{a{\bar {3}}}} no 205 (selon les tables internationales de cristallographie – ancienne notation : Pa3), Pb occupant les sites cristallographiques (4a), N étant en sites (8c) et O les sites (24d).
Sur la figure (tracée pour le plan cristallographique [111]), les points noirs représentent les atomes Pb, les points blancs les groupes nitrate 27 pm au-dessus du plan des atomes de plomb, et les points bleus les groupes nitrates à la même distance en dessous de ce plan. Dans cette configuration, chaque atome Pb est lié à 12 atomes d'oxygène (longueur de liaison chimique : 281 pm). Toutes les liaisons N—O sont identiques (125 pm).
L'intérêt académique de la structure cristalline de ce composé était partiellement fondé sur la possibilité d'une rotation interne libre des groupes nitrate dans la maille cristalline à températures élevées, ce qui ne s'est cependant pas matérialisé.

### Complexation
Le nitrate de plomb possède une chimie supramoléculaire intéressante en raison de la coordinence des atomes d'azote et d'oxygène, donneurs d'électrons. Intérêt largement académique, mais source d'applications potentielles. Ainsi, la combinaison du nitrate de plomb(II) avec le pentaéthylène glycol dans une solution d'acétonitrile et de méthanol, suivie d'une évaporation lente produit un nouveau matériau cristallin, [Pb(NO3)2(EO5)]. La structure cristalline de ce composé montre que la chaîne PEO est enroulée autour de l'ion plomb dans un plan équatorial, de manière similaire à un éther couronne. Les deux ligands nitrate bidendates se situent en configuration trans. Le nombre de coordination total est 10 avec l'ion plomb dans une géométrie moléculaire antiprisme carré bicouvert.
Le complexe formé par le nitrate de plomb(II), le perchlorate de plomb(II) et un ligand bithiazole donneur N bidentate est binucléaire avec un groupe nitrate formant un pont entre les atomes de plomb avec un nombre de coordination de 5 et 6. Un aspect intéressant de ce type de complexe est la présence d'un gap physique dans la sphère de coordination (c.-à-d. les ligands ne sont pas placés symétriquement autour de l'ion métal), ce qui est probablement imputable à la paire d'électrons non liée du plomb. Le même phénomène est décrit pour des complexes de plomb avec pour ligand l'imidazole.
Ce type de chimie n'est pas toujours spécifique au nitrate de plomb, d'autres composés de plomb(II) comme le bromure de plomb(II) formant aussi des complexes, mais il est utilisé fréquemment en raison de ses propriétés de solubilité et de sa nature bidendate.

## Préparation
Le composé est normalement obtenu en dissolvant du plomb métallique ou oxydé dans une solution aqueuse d'acide nitrique. Pb(NO3)2 anhydre peut être cristallisé directement à partir de la solution. Il n'y a pas de production à l'échelle industrielle connue.
3 Pb + 8 HNO3 → 3 Pb(NO3)2 + 2 NO + 4H2O
PbO + 2 HNO3 → Pb(NO3)2 + H2O

## Applications
Le nitrate de plomb(II) a été historiquement utilisé dans la fabrication des allumettes et d'explosifs spéciaux comme l'azoture de plomb(II) Pb(N3)2, dans les mordants et pigments (peintures au plomb...) pour la coloration et l'impression de calicos et autres textiles, et dans les procédés de production des composés de plomb. Des applications plus récentes incluent les inhibiteurs thermiques dans les nylons et polyesters, pour les couches supérieures de papiers photothermographiques, et dans les rodenticides.
Le nitrate de plomb est aussi une source fiable de peroxyde d'azote pur en laboratoire. Lorsque le sel est séché précautionneusement, et chauffé dans une barquette d'acier, il produit du dioxyde d'azote ainsi que du dioxygène. Les gaz sont condensés puis subissent une distillation fractionnaire afin de donner du N2O4 pur :
2 Pb(NO3)2(s) → 2 PbO(s) + 4 NO2(g) +  O2(g)
2 NO2 ⇌ N2O4
On l'utilise également pour titrer les ions sulfate. Il forme un précipité insoluble de sulfate de plomb.
En médecine, plus précisément en podologie, le nitrate de plomb peut être utilisé pour le traitement des ongles incarnés. Il permet en effet de sécher des excroissances de peau qui se développent sur l'ongle.

## Sécurité, toxicologie, écotoxicologie
Le plomb et tous ses composés sont toxiques et écotoxiques. Les composés de plomb sont connus pour être des poisons lents et cumulatifs, plus de 90 % du plomb absorbé étant fixé sur les tissus osseux à partir desquels ils sont lentement relâchés sur des périodes longues de plusieurs années.
Les dangers du nitrate de plomb(II) sont ceux des composés solubles de plomb en général, et dans une moindre extension, ceux des autres nitrates inorganiques.

### Toxicité générale
Ce composé est très toxique ; son ingestion peut conduire à un empoisonnement au plomb (saturnisme) : les symptômes comprennent des dysfonctionnements intestinaux, des douleurs abdominales fortes, une perte d'appétit, nausées, vomissements et crampes. Une exposition chronique entraînera des problèmes neurologiques et rénaux.

### Risques de cancer
Les composés de plomb inorganiques sont classifiés par le Centre international de recherche sur le cancer (IARC) comme probablement cancérogènes pour l'homme (catégorie 2A). Ils ont été reliés au cancer du rein et au gliome sur des animaux de laboratoire, au cancer du rein, aux tumeurs du cerveau et au cancer du poumon chez l'homme, bien que les études sur les travailleurs exposés au plomb soient souvent complexes en raison d'une exposition simultanée à l'arsenic. Le plomb est connu comme substituant au zinc dans de nombreuses enzymes, comme l'acide δ-aminolévulinique déhydratase (ou porphobilinogène synthase) dans le chemin de biosynthèse de l'hème et la pyrimidine-5'-nucléotidase, importante dans le métabolisme des bases azotéescomposant l'ADN.

### Risques pour le fœtus et l'enfant
Les enfants absorbent plus facilement le plomb par la paroi gastro-intestinale que les adultes ; il y a donc plus de risques pour eux.
L'exposition au plomb durant la grossesse a été reliée à des taux croissants d'avortement spontanés, malformations fœtales et poids faible à la naissance.
Étant donné la nature cumulative de la toxicité au plomb, les enfants et femmes enceintes ne devraient autant que possible pas être exposés à des composés de plomb solubles, ce qui est une injonction légale dans de nombreux pays.
Comme pour d'autres toxiques, durant l'embryogenèse et la croissance du fœtus, il existe des « fenêtres de plus grande vulnérabilité » ; ainsi chez le rat de laboratoire, l'administration d'une dose unique de 25–70 mg/kg de nitrate de plomb (tests faits du 8e au 17e jour de gestation (Jour 1 = fécondation par le sperme) produit des effets très divers selon le moment où elle est administrée : 
- malformations urorectocaudales quand il est administré au 9e jour de gestation, avec très faible chance de survie postnatale pour les nouveau-nés[17] ;
- fœtotoxicité quand le nitrate de plomb est administré durant les jours 10 à 15 de la gestation (mais alors sans effet tératogènes apparents) ;
- hydrocéphalie et une hémorragie du système nerveux central si le produit chimique est administré au jour 16 de la gestation[17] ;
- avortements spontanés jusqu'au 16e jour de gestation (risque fortement diminué ensuite)

Quand il est administré sous forme de nitrate de plomb, même si d'importantes quantités de plomb sont transférés au fœtus, le placenta semble limiter considérablement le transfert materno-fœtales du plomb.

## Mesures de sécurité
En raison de la toxicité intrinsèque du plomb, des précautions devraient être prises avant, durant et après la manipulation du nitrate de plomb(II), incluant l'utilisation d'un équipement de protection individuelle, dont lunette de sécurité, tablier et gants adaptés.
Les expériences avec le nitrate de plomb(II) devraient être conduites sous hotte à flux laminaire, et sans rejets de déchets dans l'environnement (eau/air/sol). 
Des détails issus des fiches de données de sécurité sont indiqués dans les liens externes.